# Гатти, Анджело (медик)
Анджело Джузеппе Мария Гатти (итал. Angelo Giuseppe Maria Gatti; 17 декабря 1724, Ронда-дель-Муджелло, ныне в составе коммуны Борго-Сан-Лоренцо, провинция Флоренция — 18 января 1798, Неаполь) — итальянский врач.
В 1737—1744 гг. учился в семинарии во Флоренции под руководством Джузеппе Марии Брокки, однако так и не стал священником. После этого поступил в Пизанский университет и в 1748 г. окончил его со степенью доктора медицины и философии. После этого в течение двух лет стажировался в больнице во Флоренции под руководством Антонио Кокки. Вернувшись в 1750 г. в Пизанский университет, преподавал сперва логику, а в 1755 г. был назначен экстраординарным профессором медицинской теории. Здесь изучал вариоляцию — прививку против натуральной оспы.
В 1760—1771 гг. жил и работал в Париже, занимаясь оспопрививанием. Был близок к кругу просветителей — в частности, к Полю Анри Гольбаху, по просьбе которого привил от оспы его детей. В то же время пользовался покровительством герцога Шуазёля. К 1767 году Гатти произвёл не менее тысячи прививок, однако и сопротивление его работе было велико — в частности, в 1763 г. прививки были временно запрещены как медицински рискованные и сомнительные с религиозной точки зрения. Гатти отвечал на это сопротивление рядом публицистических статей, в том числе «Соображения по поводу предрассудков, противостоящих прогрессу и совершенствованию прививок» (фр. Réflexions sur les préjugés qui s'opposent aux progrès et à la perfection de inoculation; 1763) и «Новые соображения о практике прививок» (фр. Nouvelles reflexions sur la pratique de l'inoculation; 1767). Как указывал, например, В. В. Святловский, статьи Гатти о правильном проведении вариоляции, разъяснявшие, в частности, что «прививку должно производить нежным поверхностным уколом, а отнюдь не глубокими разрезами или, что ещё хуже, при помощи заволок и фонтанелей, к которым прикладывали губки и монеты, смоченные оспенным гноем», пользовались большой популярностью. Борьба Гатти увенчалась успехом, но после того, как герцог Шуазёль в конце 1770 г. оказался в опале и отправился в изгнание, Гатти пришлось вернуться во Флоренцию.
Во Флоренции Гатти привил от оспы герцога Петра Леопольда и его детей, однако в целом занимался по большей части семейными делами. В 1775—1777 гг. вновь преподавал в Пизанском университете. В 1777 г., после того, как в Неаполе умер от оспы брат короля Фердинанда I герцог Филипп, был приглашён в Неаполь в качестве королевского врача и провёл в этой должности всю оставшуюся жизнь, пользуясь большим авторитетом у королевской семьи; тем не менее, несколько детей короля Фердинанда умерли от оспы. Умер от инсульта.